# Pamphorichthys hasemani
Pamphorichthys hasemani is een straalvinnige vissensoort uit de familie van de levendbarende tandkarpers (Poeciliidae). De wetenschappelijke naam van de soort is voor het eerst geldig gepubliceerd in 1916 door Arthur Wilbur Henn. Henn plaatste de soort oorspronkelijk in het geslacht Heterandria als Heterandria hasemani, hoewel hij toegaf dat deze plaatsing twijfelachtig was, omdat hij enkel over vrouwelijke vissen beschikte en mannelijke exemplaren ontbraken. 
De soortnaam verwijst naar John Diederich Haseman die de vissen verzamelde in het stroomgebied van de rivier Paraguay in Bolivië in 1909. De vissen zijn tot 2,5 cm lang.